# Classificació dels actinopterigis
Aquesta classificació dels actinopterigis arriba fins al nivell d'ordre, i està organitzada de manera que coincideixi amb la seqüència evolutiva fins al nivell de superordre. La llista està recopilada de Froese i Pauly amb anotacions en les divergències respecte a Nelson i els llistat de la ITIS.
Els actinopterigis se subdivideixen en dues subclasses:
- Chondrostei, amb només 2 ordres.
- Neopterygii, amb 12 superordres i 44 ordres. Inclou una infraclasse, la dels teleostis.

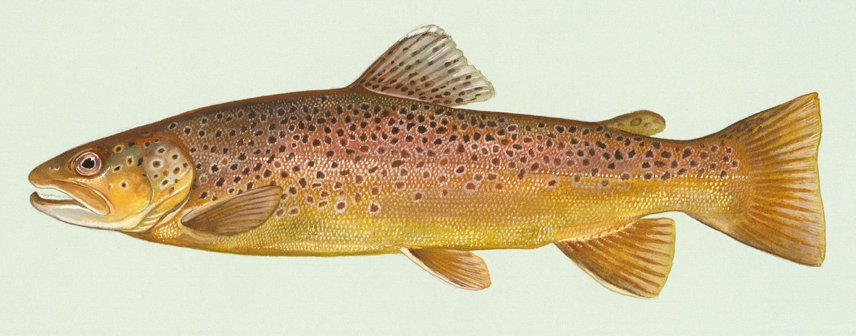
Truita de riu

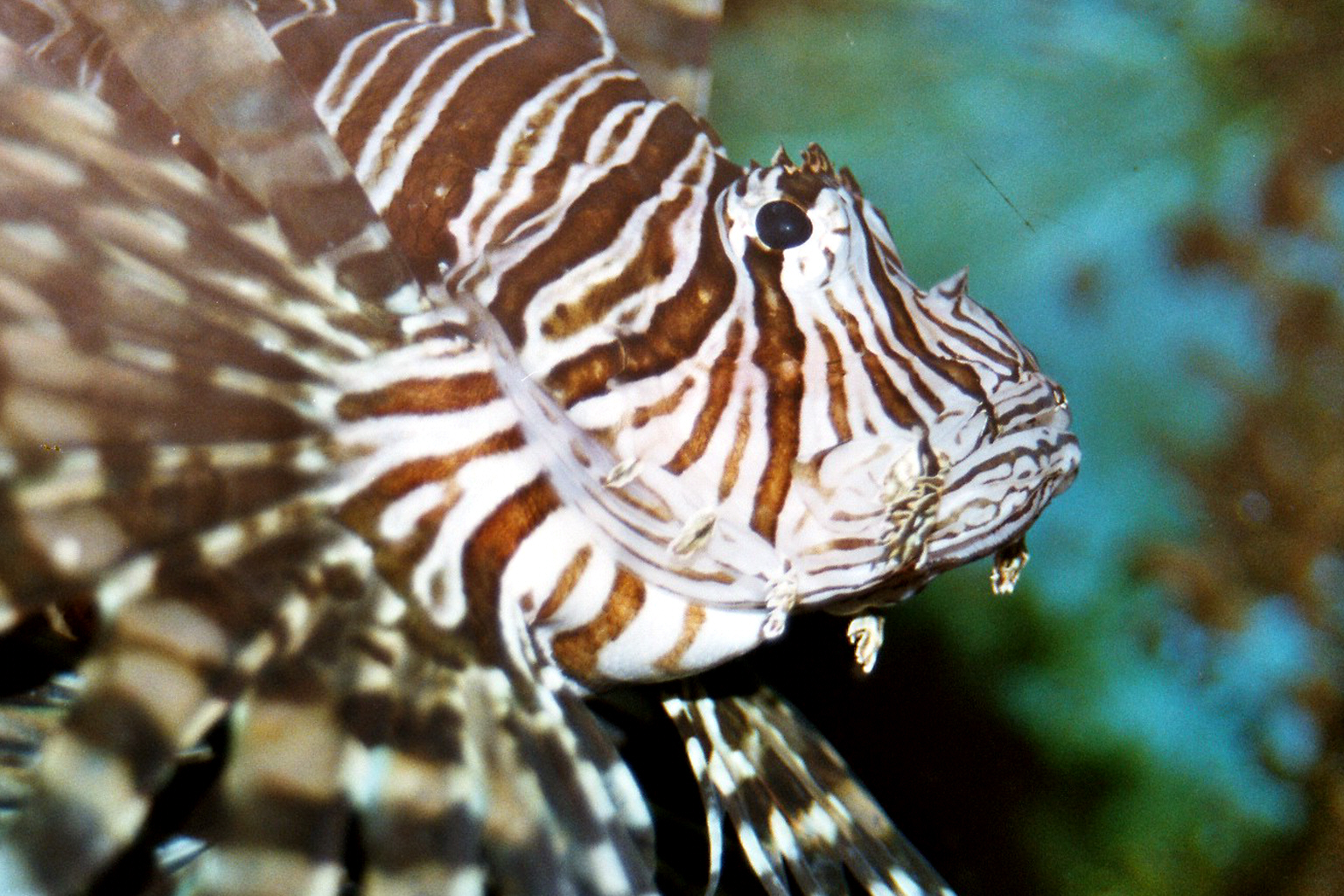
Pterois antennata

## Chondrostei
Formen una subclasse petita amb només 2 ordres:
- Polypteriformes:

- Acipenseriformes

## Neopterygii
Aquesta subclasse representa la major part dels actinopterigis i la gran majoria formen part de la infraclasse dels teleostis, que compren tots els ordres, exceptuant-ne dos:
- Lepisosteiformes
- Amiiformes

### Teleostei
La infraclasse dels teleostis compren 12 superordres i 42 ordres:

#### Osteoglossomorpha
- Osteoglossiformes
- Hiodontiformes

#### Elopomorpha
- Elopiformes
- Albuliformes
- Notacanthiformes
- Anguilliformes
- Saccopharyngiformes

#### Clupeomorpha
- Clupeiformes

#### Ostariophysi
- Gonorynchiformes
- Cypriniformes
- Characiformes
- Gymnotiformes
- Siluriformes

#### Protacanthopterygii
- Salmoniformes
- Esociformes
- Osmeriformes

#### Stenopterygii
- Ateleopodiformes
- Stomiiformes

#### Cyclosquamata
- Aulopiformes

#### Scopelomorpha
- Myctophiformes

#### Lampridiomorpha
- Lampridiformes

#### Polymyxiomorpha
- Polymixiiformes

#### Paracanthopterygii
- Percopsiformes
- Batrachoidiformes
- Lophiiformes
- Gadiformes
- Ophidiiformes

#### Acanthopterygii
- Mugiliformes
- Atheriniformes
- Beloniformes
- Cetomimiformes
- Cyprinodontiformes
- Stephanoberyciformes
- Beryciformes
- Zeiformes
- Gasterosteiformes
- Syngnathiformes:* Synbranchiformes
- Tetraodontiformes
- Pleuronectiformes
- Scorpaeniformes
- Perciformes